# Wyssokoje (Kaliningrad, Bagrationowsk, Tschechowo)
Wyssokoje (Высокое, deutsch Trinkheim) war ein Ort in der russischen Oblast Kaliningrad (Gebiet Königsberg (Preußen)). Seine Ortsstelle gehört heute zum Rajon Bagrationowsk (Stadtkreis Preußisch Eylau).

## Geographische Lage
Die Ortsstelle von Wyssokoje resp. Trinkheim liegt im südlichen Westen der Oblast Kaliningrad, 18 Kilometer nördlich der einstiegen Kreis- und heutigen Rajonshauptstadt Preußisch Eylau (russisch Bagrationowsk).

## Geschichte
Im Jahre 1339 wurde das Dorf Trintekaym erstmals urkundlich erwähnt und wenig später Trinckheim, nach 1772 Trikeim und nach 1820 bis 1950 Trinkheim genannt. Als der Amtsbezirk Uderwangen (russisch Tschechowo) 1874 im ostpreußischen Kreis Preußisch Eylau neu gebildet wurde, gehörte die Landgemeinde von Anfang an dazu. Im Jahre 1910 zählte diese 107 Einwohner.
Am 16. Januar 1929 wurde eine Teilfläche der Landgemeinde Trinkheim an die Landgemeinde Thomsdorf (russisch Solnetschnoje) abgegeben, eine weitere am 8. Januar 1930 an die Landgemeinde Uderwangen. Die Zahl der Einwohner Trinkheims belief sich 1933 auf 196 und 1939 auf 200.
Als 1945 in Kriegsfolge das gesamte nördliche Ostpreußen an die Sowjetunion fiel, war auch Trinkheim davon betroffen. Noch behielt das Dorf seinen deutschen Namen, als es 1947 in den Marijski selski Sowet (Dorfsowjet Marijskoje (Weißenstein)) eingegliedert wurde. 1950 erhielt es die russische Namensform „Wyssokoje“ und kam zum Tschechowski selski Sowet (Dorfsowjet Tschechowo (Uderwangen)). Es fand wohl keine reguläre Besiedlung des Ortes statt, jedenfalls war er bereits lange vor 1988 verlassen und verwaist, und gilt heute als untergegangen. Seine Ortsstelle gehört jetzt zum Rajon Bagrationowsk (Stadtkreis Preußisch Eylau) in der Oblast Kaliningrad (Gebiet Königsberg (Preußen)) der Russischen Föderation.

## Religion
Bis 1945 war der überwiegende Teil der Einwohnerschaft Trinkheims evangelischer Konfession. Sie gehörte zum Kirchspiel der Kirche in Uderwangen in der Kirchenprovinz Ostpreußen der Kirche der Altpreußischen Union.

## Verkehr
Die kaum noch feststellbare Ortsstelle von Trinkheim resp. Wyssokoje ist auf Landwegverbindungen von Solnetschnoje (Thomsdorf) aus zu erreichen. Bis 1945 war Uderwangen die nächste Bahnstation. Sie lag an der seither nicht mehr befahrenen Bahnstrecke Königsberg–Angerburg.